# Gymnacranthera forbesii
Gymnacranthera forbesii là một loài thực vật có hoa trong họ Myristicaceae. Loài này được (King) Warb. mô tả khoa học đầu tiên năm 1897.